# Topos de Reynosa
El Topos de Reynosa Fútbol Club fue un equipo de fútbol que jugó en la Liga de Nuevos Talentos de la Segunda División de México, situado en la ciudad de Reynosa, Tamaulipas, México. Era filial del Reynosa F.C. de la Liga Premier de Ascenso.

## Desaparición
El Clausura 2015 fue el último torneo de este club.